# Edward Braddock
Pour les articles homonymes, voir Braddock.
Edward Braddock, né à Perthshire en Écosse vers 1695 et mort le 13 juillet 1755 des blessures reçues à la bataille de la Monongahela, est un officier britannique. Il est général et commandant-en-chef en Amérique du Nord au début de la guerre de Sept Ans.

## Carrière militaire
Fils du major-général Edward Braddock, mort en 1725, sa carrière militaire commence dans les Coldstream Guards en 1710. En 1747 en tant que lieutenant-colonel il sert sous les ordres du prince d'Orange en Hollande lors du siège de Bergen op Zoom. En 1753 il est colonel au 14th (Buckinghamshire) Prince of Wales Own Regiment, puis major-général en 1754.

### Amérique du Nord
Au cours de l'hiver 1754-55, la vallée de l'Ohio est contrôlée militairement par les Français qui y installent le puissant fort Duquesne. Le conflit attisant une révolte indienne est proche. Edward Braddock est envoyé à la tête de ses troupes combattre en Amérique du Nord au début de la guerre de Sept Ans. Il débarque en Virginie le 19 février 1755 avec deux régiments. Il participe à une réunion avec des gouverneurs coloniaux, le 14 avril, qui le persuadent d'entreprendre une action vigoureuse contre les Français. Il prépare quatre plans :
- le gouverneur Shirley du Massachusetts doit attaquer Fort Niagara,
- le général Johnson doit aller à Crown Point
- le colonel Monckton doit marcher vers Fort Beauséjour dans la baie de Fundy.
- Braddock lui-même conduit une expédition contre Fort Duquesne sur l'Ohio.

#### L'expédition

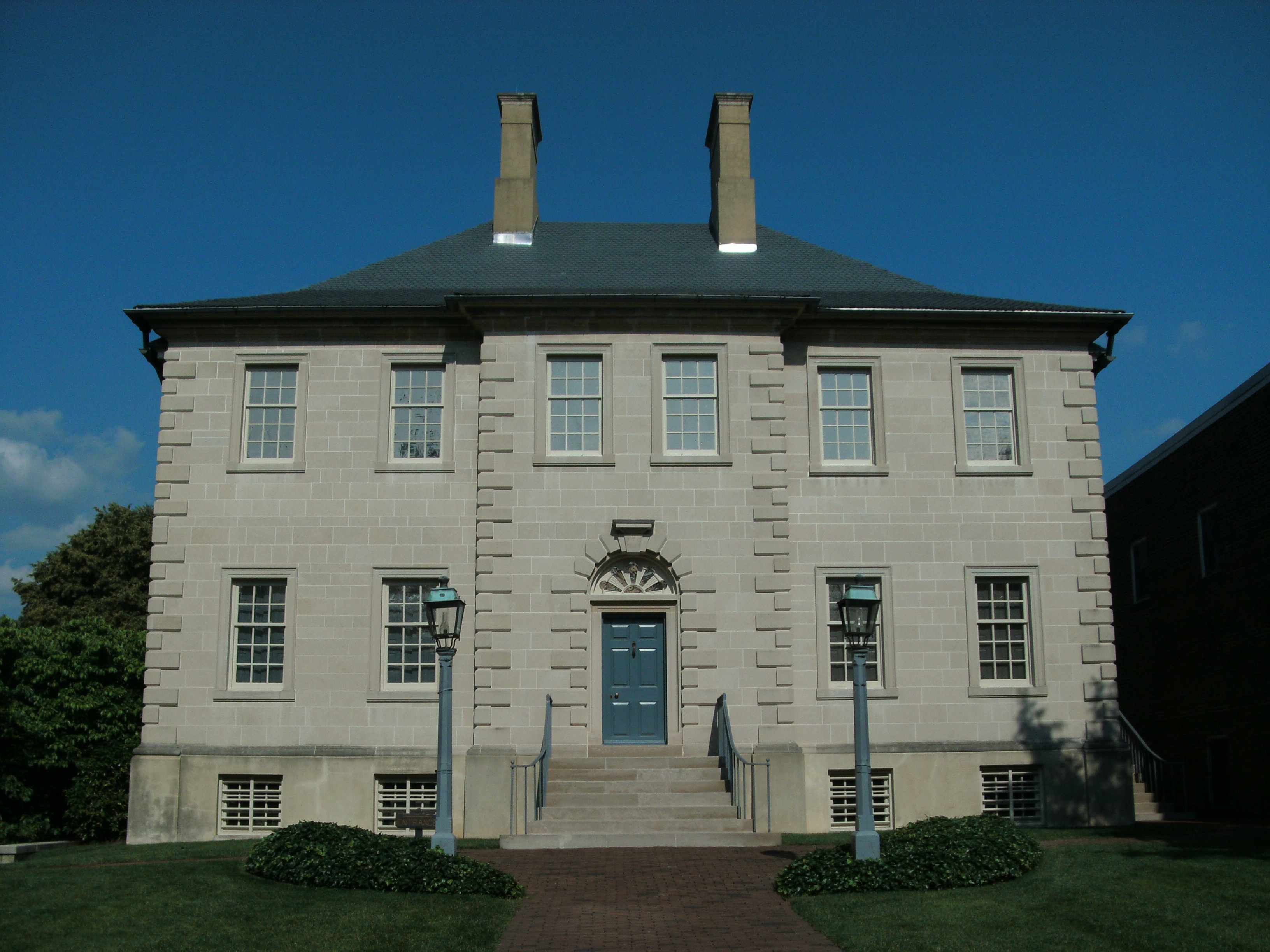
La Maison Carlyle, à Alexandria (Virginie), servit de quartier général au général britannique Edward Braddock dans la conquête de la vallée de l'Ohio. Cette maison est classée au patrimoine fédéral américain.

Pendant quelques mois de préparatifs, l'état-major britannique improvisé sur place est harcelé par des tâches administratives et la recherche de ressources. Les critiques pleuvent sur les colonies pacifiques ou jugées trop pacifistes. Les Pennsylvaniens, d'esprit bien peu militariste, notamment en font les frais, on les accuse méchamment de commercer avec les Français pour gagner quelques sous. Le général Braddock, qui a reçu les émissaires américains d'autres colonies, colporte à son tour ces ragots sur les Pennsylvaniens. Alerté par ces propos médisants et inquiets des dangers autochtones à l'ouest de leur territoire, l'assemblée pennsylvanienne envoie en ambassade exceptionnelle Benjamin Franklin. Au terme de l'entrevue courtoise, il est convenu que l'aide pennsylvanienne obéisse au mieux au besoin de l'expédition. La colonie de Pennsylvanie fournit dans un court délai 150 charrettes à quatre chevaux, 259 chevaux de bât. Les officiers reçoivent pour leurs unités des rations de riz, raisin, chocolat, sucre. Chaque chef d'unité, en surplus pour ne plus dire des médisances sur leurs fournisseurs, reçoit deux jambons, deux gallons de rhum, deux douzaine de bouteille de madère.
Si Benjamin Franklin est dorénavant traité de brave homme par l'entourage de Braddock, il ne se hasarde pas, face au général satisfait, ni à demander des détails ni à critiquer ouvertement la stratégie d'envahissement de la vallée de l'Ohio, dont il craint la folle témérité. Les Français sont de rudes combattants, leurs autochtones alliées maîtrisent solidement les passages. Il songe que le pire pourrait bien arriver avec la défaite britannique et la menace grave que toutes les autochtones, y compris les neutres ou les alliés des britanniques, pourraient, en rompant la paix ou les alliances précaires, se soulever, unanimes, depuis l'Ouest de la Pennsylvanie mal défendu. Benjamin Franklin n'est pas le seul, bien d'autres colons américains partagent ses craintes.
Braddock part enfin avec une colonne de volontaires dans laquelle George Washington sert en tant qu'officier. La colonne traverse la Monongahela le 9 juillet 1755 et sitôt après se trouve confrontée aux autochtones et aux forces françaises. Les troupes de Braddock sont totalement surprises et mises en déroute. Braddock, peu à peu, parvient à rallier ses hommes, mais est mortellement blessé par un tir qui traverse son bras droit et atteint ses poumons.
Braddock est évacué par Washington et un autre officier et meurt le 13 juillet 1755, quatre jours après la bataille.

#### Sa mort

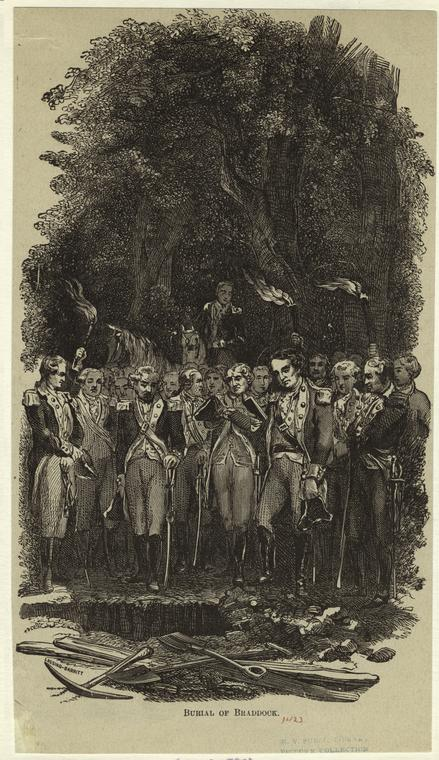
Obsèques du général Braddock près de Great Meadows en Pennsylvanie

Ses obsèques ont lieu à Great Meadows, où le reste de la colonne s'est arrêtée pour se réorganiser. Braddock est enterré au milieu de la chaussée et des chariots roulent sur sa tombe pour éviter que sa sépulture ne soit découverte et profanée. C'est George Washington qui préside le service funèbre, l’aumônier ayant été sévèrement blessé. En 1804, des restes humains, supposés être ceux de Braddock, seront découverts sur la route à environ 2 km à l'ouest de Great Meadows par des ouvriers. Les restes exhumés furent enterrés à nouveau. Un monument en marbre fut érigé sur le nouveau site en 1913.
Dans son autobiographie, Benjamin Franklin, écrit qu'ayant aidé le général Braddock à obtenir des vivres et des transports pour ses troupes, il mit en garde le général quant à son plan de marche vers le fort qui traversait une vallée étroite propice à une embuscade.

## Culture populaire
Braddock apparaît dans la première partie du jeu vidéo Assassin's Creed III où il est opposé au Templier Haytham Kenway que le joueur contrôle.

### Source
- (en) Cet article est partiellement ou en totalité issu de l’article de Wikipédia en anglais intitulé « Edward Braddock » (voir la liste des auteurs).